# Tintín en América
Tintín en América (Tintin en Amérique o Les aventures de Tintin, reporter du « Petit Vingtième », en Amérique) es la tercera historieta de la serie Tintín, obra del artista belga Hergé. Si bien la primera parte de la historia transcurre en Chicago, donde el protagonista se enfrenta a gánsteres y matones, la trama también gira alrededor del pueblo indio que tanto fascinó al autor en su niñez. Se trata del único álbum de Tintín en el que aparece un personaje real con su propio nombre: Al Capone. En el resto de los álbumes aparecen personajes inspirados en algunos reales pero con el nombre cambiado.

## Trayectoria editorial
Esta historieta comenzó a publicarse en el número del 3 de septiembre de 1931 de Le Petit Vingtième, extendiéndose durante más de un año, a razón de dos planchas por semana. Siguiendo la línea de Tintín en el Congo, la versión en color del álbum, redibujada por completo en 1945, es bastante fiel al original. Como siempre, Hergé buscó mejorar en todo momento la eficacia narrativa de las imágenes.
En la edición en color, el autor llegó a invertir algunas viñetas para facilitar la comprensión por parte del lector. Aprovechando su experiencia adquirida como historietista, Hergé modificó lo que consideraba como torpezas de sus historietas de juventud: muchas veces se podía leer la respuesta a una pregunta antes que la pregunta misma, o se veía a un personaje correr hacia la parte izquierda de la página, dando así la sensación de estar volviendo sobre sus pasos. Como en el resto de los primeros álbumes de Tintín la obra muestra una falta de documentación importante sobre los temas desarrollados comparada con los trabajos posteriores del autor. En efecto, Hergé estaba sobrecargado de trabajo en Le Petit Vingtième y suple la falta de documentación en esta historia con los mitos presentes en la Europa de los años 30 sobre Estados Unidos (gánsteres, indios, cowboys).
En 1973 el álbum fue publicado por primera vez en los Estados Unidos con cambios de contenido impuestos por los editores eliminándose algunos de los personajes de fondo de raza negra como una niñera negra cuidando un bebé blanco reemplazada por una mujer blanca cuidando de un bebé blanco.

## Argumento

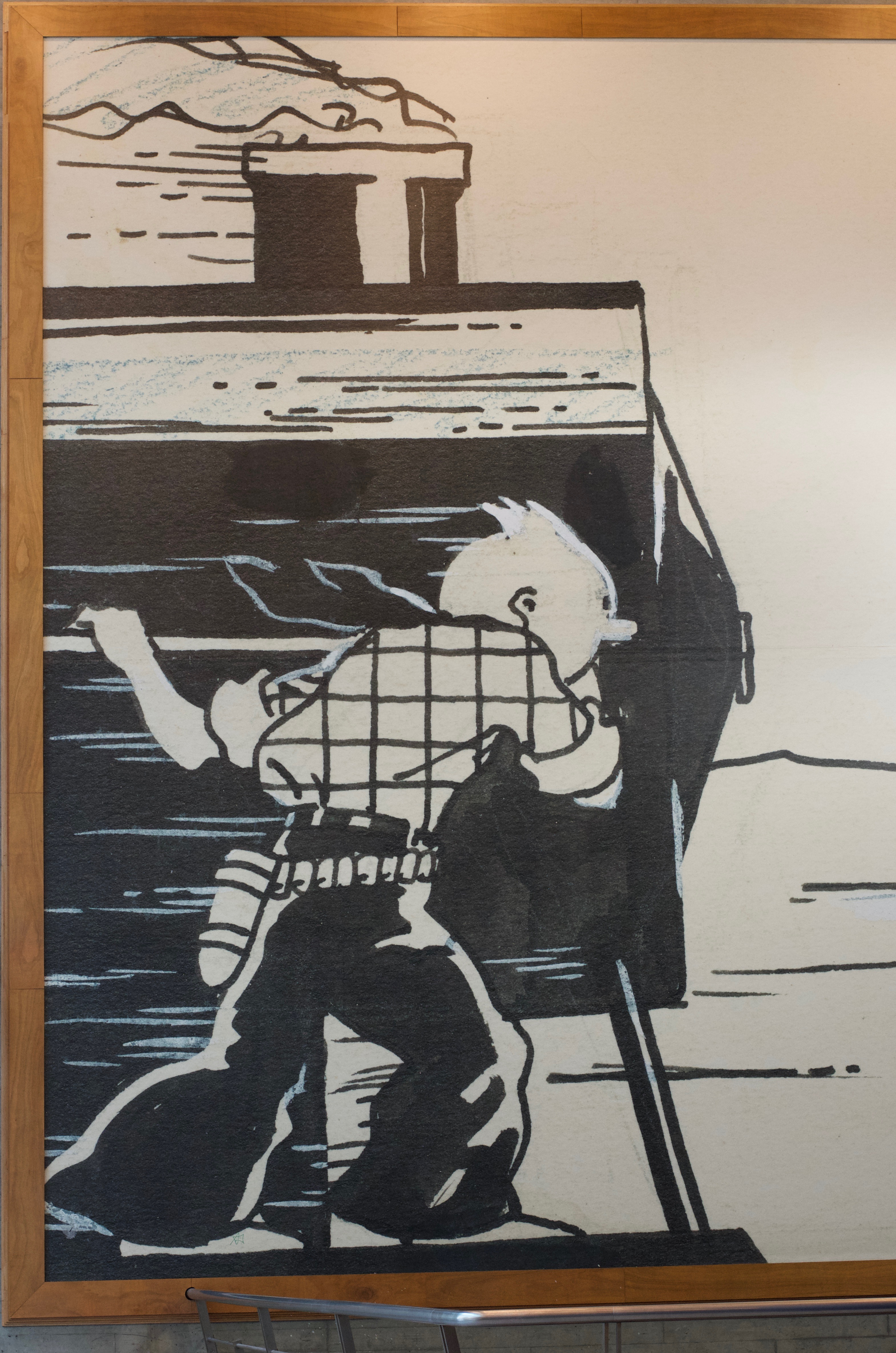
Escena de Tintín en el tren.

En las viñetas finales de Tintín en el Congo, se descubre que Al Capone está detrás de la producción africana de diamantes. Tintín, como prometió, fue a poner paz en Chicago. Nada más llegar, le intentan secuestrar, primero con un falso chófer, y después en un choque entre coches. Tras reponerse en el hospital, vuelve a ser secuestrado por los gánsters, pero Milú le echa un jarrón en la cabeza al bandido en el momento que iba a ser disparado. Tintín los apresa, pero la policía le toma por loco. Más tarde, un gánster se cuela en su casa, pero Tintín lo pilla, y avisa a la policía. Pero la policía es falsa y Tintín tiene una cita con el jefe de la banda, Bobby Smiles, que le da la última oportunidad de unirse a la asociación. Tintín se niega y le intentan envenenar y lo arrojan al lago Míchigan, pero una equivocación de gas hace que se reanime con el agua y apresa a los gánsters que le arrojaron. Tintín detiene a una banda de traficantes de alcohol y se hace muy amigo de las autoridades, aunque Smiles logra escapar. Tintín lo persigue por el lejano oeste y llega al territorio de las pieles rojas. Pero Smiles llega antes y les dice a los indos que es un enemigo de su raza y pretenden entonces lincharlo. Tintín logra escapar pero cae a un cañón. Pero Tintín se agarra a una roca saliente y descubre un túnel donde encuentra petróleo y mucha gente quiere comprar el territorio habitado por los indios. Sigue la persecución y Smiles está a punto de liquidar a Tintín atandolo a la vía del tren. Pero una increíble tirada de la señal de alarma lo salva. Es acusado de haber robado el banco del oeste y sus propietaros intentan ahorcarle, pero una mala fortuna de la cuerda le hace huir a Tintín y detener por fin a Smiles. Al volver a Chicago, raptan a Milú, pero puede colarse donde los gánsters y rescatarlo.
Al final de las historia, tras muchos intentos de asesinarle, Tintín detiene a todos los gánsters y Chicago vive en paz y tranquilidad.

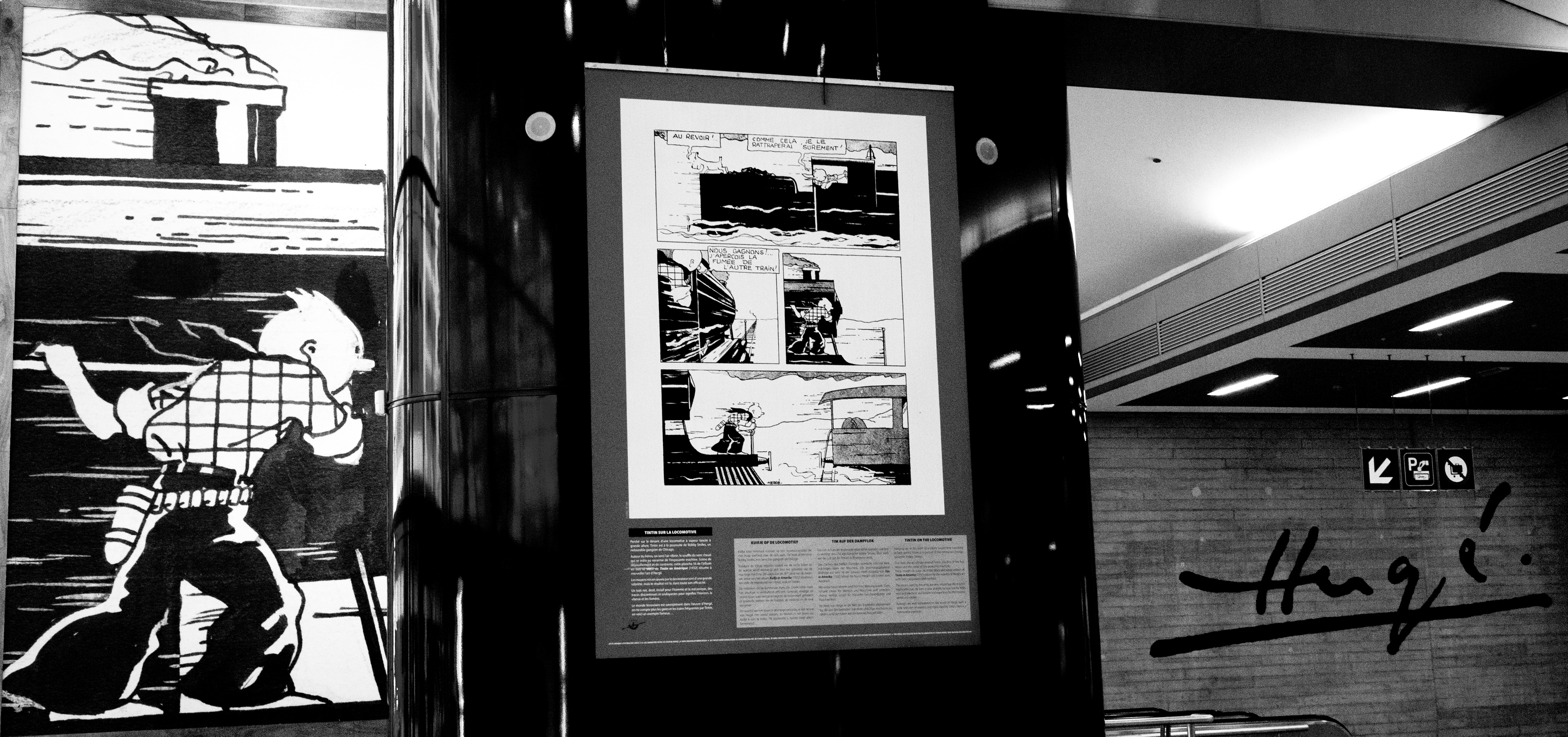
Viñetas de Tintín en América expuestas en la estación de metro Gare du Midi de Bruselas

## Valoración
El álbum parece una fusión de western y cine negro. La obra de Hergé sigue estando todavía llena de gags y de elementos que reflejan bastante ingenuidad; sin embargo, en Tintín en América encontramos también una crítica a la situación que padecen los indios de EE. UU., así como a algunos aspectos del capitalismo.
En abril de 2008, el original a acuarela de la portada alcanzó los 177.000 euros en una subasta, todo un récord en su momento.